# Rachunek lambda z typami
Rachunek lambda z typami to postać rachunku lambda rozszerzona o typy i z ograniczeniami,
jakie wyrażenia są dozwolone, zależnie od ich typów.
Najprostszym takim rachunkiem jest rachunek lambda z typami prostymi.

## Rachunek lambda z typami prostymi
Typy są postaci: σ = κ | σ → σ, gdzie κ to zbiór typów bazowych
Ograniczenia to:
- wszystkie wolne wystąpienia tej samej zmiennej mają ten sam typ
- dla (Mσ1 Mσ2)σ3 : σ1 = σ2 → σ3
- dla (λ x . Mσ1)σ2 : σ2 = σ3 → σ1 i wszystkie wystąpienia zmiennej x w M mają typ σ3

Ograniczenia te gwarantują, że każde wyrażenie można sprowadzić do postaci normalnej.